# 巴傑鎮區 (明尼蘇達州波爾克縣)
巴傑鎮區（英語：Badger Township）是位於美國明尼蘇達州波爾克縣的一個行政鎮區。

## 地方資料
巴傑鎮區的面積為93.59平方千米，當中陸地面積為92.30平方千米，而水域面積為1.29平方千米。根據2020年美國人口普查的數據，當地共有人口118人，而人口密度為每平方千米1.26人。